# Denizli-Kräher
Der Denizli-Kräher (türkisch Denizli Horozu) ist ein türkisches Haushuhn, welches zu den Langkrähern gerechnet wird. Sein Name bezieht sich auf seine Herkunft aus der gleichnamigen Provinz Denizli in der Türkei.

## Geschichte und kulturhistorische Bedeutung
Eine bedeutende kulturhistorische Bedeutung kommt den Denizli in der Türkei zu, sie repräsentieren dort eine der ältesten gezielt gezüchteten Hühnerrasse. Nach Angaben des Kultusministeriums der Republik Türkei sind sie ca. 500 Jahre alt. Bei fehlenden Belegen sind historische Aussagen zur Entstehung der Rasse allerdings nicht möglich. Die erste, sehr karge Erwähnung der Rasse in der europäischen Literatur datiert von 1878. Hier vermerkt Leopold Fitzinger das "Demisli-huhn", eine mittelgroße, türkische Rasse, wobei der typische Krähruf unerwähnt bleibt.

## Merkmale
Die Denizli verkörpern die ursprüngliche Landhuhnform mit aufgerichteter Körperhaltung und rechtwinklig getragenem Schwanz. Das Gewicht des Hahnes beträgt etwa 3 bis 3,5 kg, bei der Henne 2 bis 2,5 kg. Die Augen des Denizli-Hahnes sind schwarz und schwarz umrändert. Die Läufe zeigen die Farbe Dunkelgrau oder Lila, der Schnabel ist scharfkantig, und die Ohrscheiben sind im Allgemeinen rot oder rot-weiß gesprenkelt. Denizli-Hähne werden in der Türkei nach Farbe, Körperbau und Schnabelform in drei Gruppen unterteilt. Die Stimme des Denizli-Hahnes wird ebenfalls nach Tonlage und Klarheit unterschieden. In Deutschland sind die ursprünglichen schwarz-goldenen und schwarz-silbernen Farbschläge anerkannt sowie die durch Einkreuzung des japanischen Tomaru entstandene schwarze Variante.

## Krähruf
Der Denizli-Kräher ist in der Lage, einen Krähruf von 25 Sekunden, in Extremfällen sogar über 30 Sekunden zu erzeugen. Im Vergleich zu anderen Langkrähern ist der Ruf relativ laut.